# Monserrate (berg)
Monserrate är ett berg i Colombia.   Det ligger i departementet Bogotá, i den centrala delen av landet, i huvudstaden Bogotá. Toppen på Monserrate är 3 182 meter över havet, eller 107 meter över den omgivande terrängen. Bredden vid basen är 1,7 km.
Terrängen runt Monserrate är kuperad åt sydost, men åt nordväst är den platt. Runt Monserrate är det mycket tätbefolkat, med 4 188 invånare per kvadratkilometer. Närmaste större samhälle är Bogotá, 2,9 km väster om Monserrate. Runt Monserrate är det i huvudsak tätbebyggt.